# Fluktuation
Der Begriff Fluktuation (von lateinisch fluctuare, „hin- und her schwanken“, „wiegen, wallen“) bezeichnet allgemein eine kurzzeitige oder andauernde Veränderung (Schwankung, Wechsel) von Personen, Personal, Sachverhalten oder Zuständen. Je nach Bedeutungszusammenhang und Fachgebiet kann Fluktuation unterschiedliche Begriffsinhalte aufweisen.

## Fluktuation in der Naturwissenschaft
In vielen Naturwissenschaften und der Mathematik versteht man unter Fluktuation die zufällige oder zufällig erscheinende Änderung einer Systemgröße gegenüber einer näherungsweise als bekannt angesehenen Bezugsgröße. Beispiele sind thermische Fluktuationen der Teilchendichte in einem Gas, statistische Schwankungen der Zählrate bei Messung eines radioaktiven Präparats, Variationen einer Tierpopulation oder der Höhe des Meeresspiegels. 
In der Medizin bezeichnet Fluktuation meist die Bewegung einer Flüssigkeit unter der Haut. Ein ähnlicher Palpationsbefund tritt beispielsweise bei größeren Lipomen auf, dann spricht man von Pseudofluktuation.

## Fluktuation in der Sozial- und Wirtschaftswissenschaft
Fluktuation bezeichnet in der Sozial- und Wirtschaftswissenschaft im übertragenen Sinne die Austauschrate des Personals in Unternehmen, Behörden oder Institutionen sowie die Eintritts- bzw. Austrittsrate von Personen in eine Organisation oder Gruppe. Es ist damit eine Kurzform des Begriffs Fluktuationsrate, welche die Veränderung pro Zeitspanne bzw. Abrechnungszeitraum misst.
Fluktuation verändert zum Beispiel
- die Anzahl der Personen in einer Institution (Schüler, Studenten, Häftlinge etc.),
- die Mitarbeiterzahl eines Unternehmens oder
- die Teilnehmerzahl an einer Veranstaltung (Besucher, Zuschauer).

Die Fluktuation der Mitarbeiter wird wie folgt ermittelt:
{\displaystyle {\text{Fluktuationsrate}}={\frac {\text{Abgänge}}{\text{durchschnittlicher Personalbestand}}}}.
Die Fluktuationsrate sinkt erfahrungsgemäß mit steigendem Lebensalter und Dienstalter, weibliches Personal kündigt häufiger als männliches, ledige Männer kündigen häufiger als verheiratete, umgekehrt haben verheiratete Frauen eine höhere Fluktuation als ledige Frauen.
Der Begriff ist auch Gegenstand der Organisationspsychologie, die u. a. den Einfluss der Mitarbeiterzufriedenheit auf die Fluktuation untersucht.

### Arten von Fluktuation
- Institutionelle Fluktuation:
  - Eine Grundschule, die die Jahrgangsklassen 1 bis 4 betreut, hat durch reguläre Versetzungen der Schüler eine durchschnittliche Fluktuation von ca. 25 % pro Schuljahr bzw. knapp 100 % in vier Jahren.
  - Die Amtszeit eines Richters am Bundesverfassungsgericht dauert 12 Jahre. Die durchschnittliche Fluktuation beträgt daher ca. 8,3 %.
- Individuelle Fluktuation:
  - Die tatsächliche Fluktuation an einer Grundschule wird durch Fort- und Zuzüge, sonstige Zu- und Abgänge sowie Wiederholer bzw. Überspringer von Klassenstufen verändert.
  - Die institutionelle Fluktuation des Bundestags wird durch individuelle Wahlerfolge (Wiederwahl) und die Zweitstimmen deutlich reduziert.
- Natürliche Fluktuation:
Sie umfasst den Anteil der Gesamtfluktuation, der sich ergibt, weil Personen alters- oder todesfallbedingt aus einer Institution oder einem Unternehmen ausscheiden.

### Externe Einflussfaktoren für Personalfluktuation in Unternehmen
- Das Arbeitsverhältnis der Mitarbeiter in Unternehmen
In privaten Unternehmen mit überwiegend Arbeitern oder Angestellten wird die Fluktuation im Regelfall höher sein als in einer Behörde mit einem großen Beamtenanteil.
- Die konjunkturelle Lage
Die Fluktuation ist tendenziell in konjunkturellen Hochphasen höher als in Phasen einer Konjunkturschwäche, da die Arbeitskräfte eher geneigt sind, den Arbeitsplatz zu wechseln.
- Die Arbeitslosenzahl
Mit steigender Arbeitslosenzahl sinkt die Bereitschaft, ein Arbeitsverhältnis freiwillig zu verlassen.
- Bindung an das Unternehmen
Durch Mitarbeiterbindung sinkt die Fluktuationsrate, da eine stärkere Bindung zwischen den Produktionsfaktoren Personal und Kapital vorliegt. Beispiele sind Unkündbarkeit, Kapitalbeteiligungen der Mitarbeiter am Unternehmen (Belegschaftsaktien) oder Arbeitgeberdarlehen.